# 托尔瑙圣安德拉什
托尔瑙圣安德拉什（匈牙利語：Tornaszentandrás）是匈牙利包尔绍德-奥包乌伊-曾普伦州所辖的一个村。总面积15.65平方公里，总人口208，人口密度13.3人/平方公里（2011年1月1日）。